# Piața Centrală din Chișinău
Piața Centrală (cunoscută până în 1991 ca Центральный рынок / Țentral'nîi rînok, echivalentul rusesc al denumirii de astăzi) este cea mai mare și mai aglomerată piață agroalimentară din municipiul Chișinău, care ocupă un cartier rectangular format din două sectoare-model ale capitalei, mărginit de străzile Armenească, Mitropolit Varlaam și Tighina.
Piața cuprinde o suprafață de 3,5 hectare.
Partea dinspre bd. Ștefan cel Mare și Sfânt a fost construită în anii postbelici, în prezent zona fiind ocupată de blocuri de locuit cu 5 etaje și magazine la parter. Vizavi de piață, peste str. Mitropolit Varlaam, se află autogara centrală, de unde pornesc rute pe căi urbane, naționale și internaționale.

## Vezi și
- Explozia de la Piața Centrală din Chișinău (2016)